# فرانكس روبنسون
فرانكس روبنسون (بالإنجليزية: Frank Robinson)‏ هو لاعب هوكي الحقل أيرلندي، ولد في 1886 في Rathdrum, County Wicklow ‏ في جمهورية أيرلندا، وتوفي في 5 نوفمبر 1949 في St Brelade ‏ في جيرزي.

## وصلات خارجية
- فرانكس روبنسون على موقع أوليمبيديا (الإنجليزية)